# Tokyo Mirage Sessions ♯FE
Tokyo Mirage Sessions♯FE, connu sous le nom Genei Ibun Roku♯FE (幻影異聞録シャープエフイー, Gen'ei Ibunroku Shāpu Efuī) au Japon et initialement nommé Shin Megami Tensei X Fire Emblem, est un jeu vidéo de rôle développé par Atlus et Intelligent Systems, mélangeant l'univers de Shin Megami Tensei et le système de jeu de Fire Emblem. Il est sorti sur Wii U en décembre 2015 au Japon et en juin 2016 en Amérique du Nord et en Europe. Une version remasterisée du titre intitulée Tokyo Mirage Sessions♯FE Encore est sortie sur Nintendo Switch le 17 janvier 2020 avec des sous-titres en français.

## Système de jeu
Tokyo Mirage Sessions ♯FE est un jeu vidéo de rôle mélangeant l'univers et le système de combat de Shin Megami Tensei et le système de jeu de Fire Emblem. En combat, le triangle des armes de Fire Emblem et l'exploitation des faiblesses des ennemis de Shin Megami Tensei sont présents. Une option permet au joueur d'ajuster la difficulté du jeu.

## Univers

### Histoire
L'histoire se déroule à Tokyo, au Japon. Le joueur suit les aventures d'un groupe d'adolescents rêvant de devenir des idoles de la chanson, du mannequinat et de la comédie. Tous font partie de l'agence Fortuna Entertainment, présidée par Maiko Shimazaki, une jeune femme d'affaires réputée. Elle forme également secrètement les jeunes Maîtres Mirage. En effet, les humains cohabitent avec les mirages venus d'un monde parallèle appelé Idolasphère. Ces créatures puissantes sont autant bienveillantes que destructrices.

### Personnages
Le joueur est aux commandes d'un groupe d'adolescents, composé de sept membres. Chacun d'entre eux est en binôme avec un mirage provenant de l'univers de Fire Emblem. Le leader du groupe est Itsuki Aoi, que le joueur incarne tout au long du jeu. Il est soutenu par Chrom, le Lord héros de Fire Emblem: Awakening. Il est accompagné de Tsubasa Oribe, son amie d'enfance, et Touma Akagi, son meilleur ami, respectivement en duo avec Shiida, Chevalier Pégase, et Cain, Cavalier, tous deux issus de Fire Emblem: Shadow Dragon.
Tout au long de l'aventure, de nouveaux membres, tous issus de l'agence Fortuna Entertainment, intègrent le groupe. Ainsi sont accueillies Kiria Kurono, une idole très populaire, et son mirage, Tharja, Mage Noir provenant de Fire Emblem: Awakening, mais aussi Eleonora Yumizuru, actrice internationale, en binôme avec l'Archer Virion de Fire Emblem: Awakening. De même, la jeune Mamori Minamoto, connue pour ses émissions de cuisine au micro-ondes, intègre le groupe aux côtés de Draug, Chevalier de Fire Emblem: Shadow Dragon. Enfin, après avoir été en rivalité avec Itsuki, Yashiro Tsurugi, un célèbre chanteur, rejoint l'équipe avec l'Épéiste Navarre, issu de Fire Emblem: Shadow Dragon.
D'autres personnages tiennent également un rôle dans l'agence Fortuna Entertainment, bien qu'ils ne combattent pas. Tiki, la jeune Manakete de Fire Emblem: Shadow Dragon, soutient les joueurs depuis un endroit nommé le Palais Fleuri en leur conférant des armes, des techniques et en les aidant à changer de classe. Elle est également connue comme idole virtuelle. Barry Goodman est un ancien Maître Mirage reconverti en coach pour Fortuna Entertainment. C'est lui qui apprend à Itsuki et son équipe les bases du métier d'idole. Enfin, Maiko Shimazaki, la directrice de l'agence, est une ancienne Maître Mirage et modèle photo. En plus de trouver des castings à Itsuki et ses amis, elle guide les Maîtres Mirage au sein de l' Idolasphère.

## Développement
Le jeu est annoncé lors du Nintendo Direct du 23 janvier 2013 sous le titre Shin Megami Tensei X Fire Emblem. Concernant la durée de vie, les développeurs affirment qu'il faudrait trente heures pour terminer les quêtes principales et trente heures supplémentaires pour terminer les différentes quêtes annexes, histoires secondaires et autres contenus déblocables après avoir fini le jeu.

## Accueil

### Critiques
Le jeu a reçu des critiques globalement très positives. Les sites de compilations de critiques GameRankings et Metacritic lui accordent une moyenne de 82,59 et 81 %, calculées respectivement sur trente-huit et cinquante-neuf critiques,.

### Ventes
VG Chartz estime les ventes totales du jeu à 290 000 exemplaires.